# Frederick Heyliger
Frederick Heyliger dit Moose Heyliger (Acton, 23 juin 1916 - Concord, 3 novembre 2001) est un officier de l'US Army ayant participé à la bataille de Normandie et à l'opération Market Garden durant la Seconde Guerre mondiale. Pendant ce conflit, il est affecté au 506e régiment d'infanterie parachutée de la 101e division aéroportée dont il commande brièvement la Easy Company avant d'être gravement blessé.

## Biographie

### Avant-guerre
Frederick Heyliger naît le 23 juin 1916 à Acton dans le Massachusetts. Durant sa jeunesse, il travaille comme ouvrier agricole tout en suivant les cours de la Lawrence Academy où il pratique le football et s'intéresse à la nature, passant de long moments à la photographier aux alentours du lycée. Diplômé en 1937, il commence à étudier à l'université pendant trois ans.

### Seconde Guerre mondiale
Le 25 novembre 1940, Frederick Heyliger s'engage dans l'armée. D'abord destiné à l'aviation, il opte finalement pour les troupes aéroportées. Affecté au 506e régiment d'infanterie parachutée, il suit sa formation de base au Camp Toccoa puis une formation au parachutisme à Fort Benning avant d'être envoyé en Angleterre en vue de l'invasion de l'Europe. D'abord affecté à la Easy Company du régiment, il devient avant l'opération Overlord chef d'une section de mortier dans la compagnie de commandement du 2e bataillon. Dans la nuit du 5 au 6 juin 1944, il est parachuté sur le Cotentin avec son régiment dans le cadre de l'opération Albany et participe à la bataille de Normandie,. À l'issue de celle-ci, il l'unité retourne en Angleterre pour une période de reconstitution et de repos. Le 17 septembre 1944, Moose Heyliger participe à l'opération Market Garden où le 506e régiment est chargé de s'emparer de ponts sur les fleuves des Pays-Bas afin de permettre l'avancée des troupes blindées britannique vers l'Allemagne.
Après les combats en Hollande, le capitaine Richard Winters qui commande la Easy Company est appelé au commandement du 2e bataillon et Moose Heyliger est amené à le remplacer à la tête de l'unité,. Il s'illustre dans la nuit du 22 au 23 octobre 1944 quand, à la tête d'une poignée d'hommes de la compagnie, il est chargé de superviser le sauvetage et l'évacuation d'une centaine de parachutistes britanniques de la 1re division aéroportée encerclés par les Allemands sur la rive opposée d'un fleuve,. La réussite de l'opération de sauvetage vaut à Heyliger d'être décoré de la Military Cross britannique. Mais quelques jours plus tard, le 31 octobre, alors qu'il marche autour du campement en compagnie de Richard Winters, il est accidentellement blessé par balles par une sentinelle américaine imprudente,. Gravement atteint, Frederick Heyliger doit recevoir une greffe de peau et de nerfs et subir des soins jusqu'en 1947.

### Après-guerre
De retour aux États-Unis après la guerre, Frederick Heyliger reprend des études à l'Université du Massachusetts et au collège d'agriculture de Stockbridge et obtient en 1950 un diplôme en horticulture. Il meurt le 3 novembre 2001 à Concord où il est inhumé dans le cimetière de Sleepy Hollow.

## Décorations
|                                       |  |  |  |  |  |
|                                       |  |  |  |  |  |
| Arrowhead · Bronze star · Bronze star |  |  |  |  |  |
|                                       |  |  |  |  |  |
|                                       |  |  |  |  |  |
|                                       |  |  |  |  |  |

| Combat Infantryman Badge                                                                      |                                                                                               |                                        |                                                                  |                                                                  |                                                                  |
| Bronze Star                                                                                   | Bronze Star                                                                                   | Purple Heart                           | Purple Heart                                                     | American Campaign Medal                                          | American Campaign Medal                                          |
| European-African-Middle Eastern Campaign Medal Avec une pointe de flèche et deux Service star | European-African-Middle Eastern Campaign Medal Avec une pointe de flèche et deux Service star | World War II Victory Medal             | World War II Victory Medal                                       | Croix de guerre 1939-1945 Avec palme (France)                    | Croix de guerre 1939-1945 Avec palme (France)                    |
| Médaille de la France libérée (France)                                                        | Médaille de la France libérée (France)                                                        | Médaille de la France libérée (France) | Military Cross (Royaume-Uni)                                     | Military Cross (Royaume-Uni)                                     | Military Cross (Royaume-Uni)                                     |
| Parachutist Badge Avec deux étoiles                                                           | Parachutist Badge Avec deux étoiles                                                           | Parachutist Badge Avec deux étoiles    | Expert Marksmanship Badge Avec agrafes "Fusil" et "Mitrailleuse" | Expert Marksmanship Badge Avec agrafes "Fusil" et "Mitrailleuse" | Expert Marksmanship Badge Avec agrafes "Fusil" et "Mitrailleuse" |
| Presidential Unit Citation                                                                    |                                                                                               |                                        |                                                                  |                                                                  |                                                                  |

## Hommages
- Frederick Heyliger est représenté dans la série télévisée Band of Brothers qui retrace l'histoire de la Easy Company pendant la seconde guerre mondiale. Son rôle est joué par l'acteur écossais Stephen McCole (en).